# グーディリ県
グーディリ県（グーディリけん、フランス語：Département de Goudiry）は、セネガルのタンバクンダ州の県。
県都はグーディリ。
2013年の人口は約11.5万人。
座標: 北緯14度10分53秒 西経12度43分05秒 / 北緯14.18139度 西経12.71806度